# Nausinoella aphrospila
Nausinoella aphrospila là một loài bướm đêm trong họ Crambidae.